# 李郜
李郜（?—?），常山（今河北省元氏县西北）人。唐朝狀元。
字號、生卒年均不詳。祖父李哲，官至常州錄事。父李從約，官至錢塘縣令。大中五年（851年）狀元，主考官是禮部侍郎韋愨，同榜有鄭嵎、莫宣卿等人。工書法，嘗書唐鳳翔節度使李昌言《德政碑》。